# Seival (Candiota)
Seival é um distrito do município de Candiota, no Rio Grande do Sul. O distrito possui  cerca de 600 habitantes e está situado na região noroeste do município.